# Marcel-André Casasola Merkle

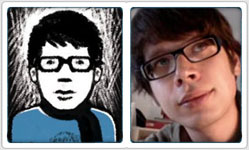
Logo und Foto von Marcel-André Casasola Merkle

Marcel-André Casasola Merkle (* 10. August 1977 in Nürnberg) ist ein deutscher Spieleautor und Illustrator.

## Biografie
Casasola Merkle veröffentlichte mehr als ein Dutzend Spiele und illustrierte über 20. Gemeinsam mit anderen Autoren ist er im Team Annaberg seit 1999 auch als Spieleredakteur aktiv (u. a. für TransAmerica, 2002). Er ist Mitbegründer (2000) des Kleinverlags Lookout Games. Seine Spiele Verräter und Meuterer wurden mit dem À-la-carte-Kartenspielpreis ausgezeichnet. Er war Initiator des „Lexikons des Spieleerfindens“, einem Wiki, das sich mit dem Entwickeln von Autorenspielen beschäftigt (inzwischen offline).
Von 2005 bis 2007 war Casasola Merkle 1. Vorsitzender der Spieleautorenzunft, der Vereinigung für Spieleautoren. Mit dem Animationsfilm „After Midnight“ hat Casasola Merkle 2006 sein Studium an der Kunsthochschule für Medien in Köln abgeschlossen.
Casasola und sein Bruder, der Grafiker Manuel Casasola Merkle, leben in München. Er war seit 2009 Mitglied der Piratenpartei Deutschland und trat später wieder aus. Er dokumentierte die Parteientwicklung im Zeitraum nach der Bundestagswahl 2009 zusammen mit Christopher Lauer regelmäßig in der gemeinsamen Podcast-Serie „Piratengespräche“.

## Ludographie

### Brett- und Kartenspiele
- 1997: Elements (Adlung-Spiele)
- 1998: Verräter (Adlung-Spiele)
- 2000: Lift off (Queen Games)
- 2000: Meuterer (Adlung-Spiele)
- 2002: Attribut (Lookout Games)
- 2003: Bakerstreet (Ravensburger)
- 2003: Attika (Hans im Glück)
- 2004: Attribut 2 (mit Uwe Rosenberg, Lookout Games)
- 2005: Flunkern (mit Tobias Biedermann, Ravensburger)
- 2005: Fiese Freunde Fette Feten (mit Friedemann Friese, 2F-Spiele)
- 2006: Taluva (Hans im Glück)
- 2006: Monstermaler (mit Friedemann Friese & Andrea Meyer; Bewitched Spiele, Casasola, 2F-Spiele)
- 2006: Julchen und die Monster (Casasola, 2F-Spiele)
- 2008: Fluch der Mumie (Ravensburger)
- 2009: Eine gegen Eine (Sphinx Spielerverlag)
- 2010: Tadaaam! (mit Friedemann Friese & Andrea Meyer; Repos)
- 2011: Speed Dating (Kosmos)
- 2011: Ein Mann. Ein Spiel. (Süddeutsche Zeitung)
- 2012: Eine Frau. Ein Spiel (Süddeutsche Zeitung)
- 2012: Santa Cruz (Hans im Glück)
- 2015: Taluva Deluxe (Hans im Glück)
- 2018: U.S. Telegraph (Super Meeple)
- 2018: GW:s brott (Alga)

### Digitale Spiele
- Rules! ein iPhone/iPad Action-Puzzlespiel 2014
- 2 Dreams ein iPhone/iPad Story-Abenteuer-Puzzle 2013